# Psychostrophia melanargia
Psychostrophia melanargia är en fjärilsart som beskrevs av Butler 1877. Psychostrophia melanargia ingår i släktet Psychostrophia och familjen Epicopeiidae. Inga underarter finns listade i Catalogue of Life.

## Bildgalleri

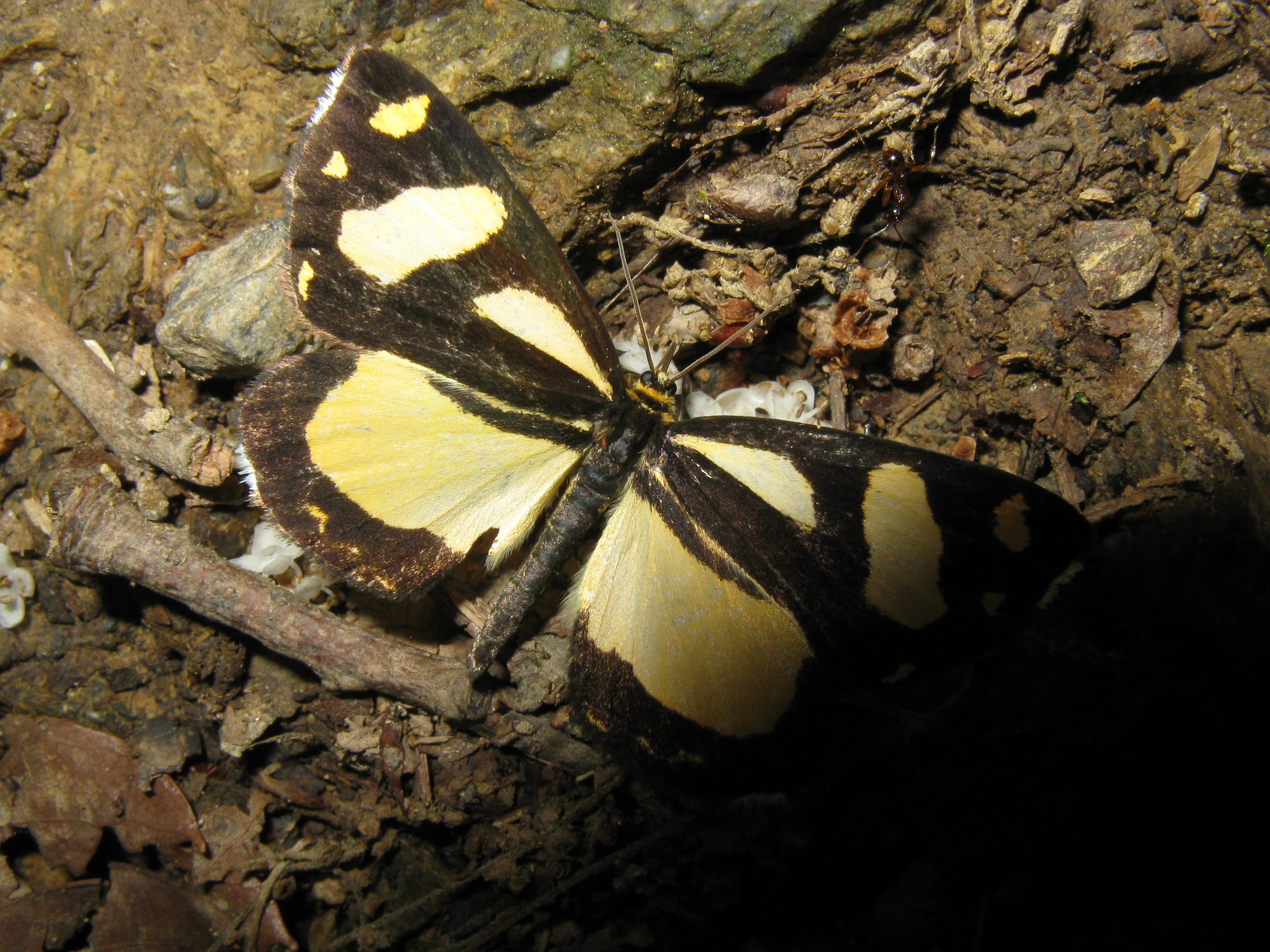